# Urocotyledon rasmusseni
Urocotyledon rasmusseni är en ödleart som beskrevs av  Bauer och MENEGON 2006. Urocotyledon rasmusseni ingår i släktet Urocotyledon och familjen geckoödlor.
Artens utbredningsområde är Tanzania. Inga underarter finns listade i Catalogue of Life. Arten lever i Udzungwabergens nationalpark. Den når ibland 1880 meter över havet. Urocotyledon rasmusseni hittas i savanner med trädgrupper. Typiska växter är Euphorbia candelabrum och träd av släktet Commiphora. Exemplaren är antagligen nattaktiva och de klättrar på trädens bark. Födan utgörs av leddjur. Honor lägger ägg.
Det är inget känt om populationens storlek och möjliga hot. IUCN listar arten med kunskapsbrist (DD).